# Johan Just von Berger
Johan Just von Berger (født 8. december 1723 i Celle, død 16. marts 1791) var en tysk-dansk læge, bror til Valentin von Berger.
J.J. von Berger blev født i Celle; hans fader, Johann Samuel von Berger (af tysk adel), var hannoveransk livmedikus. Han studerede og kreeredes til dr. med. i Göttingen (1745), berejste derpå Holland, England og Frankrig og blev 1752 efter grev Johann Hartwig Ernst von Bernstorffs initiativ ligesom så mange andre fremmede kapaciteter indkaldt til Danmark, hvor han allerede det næste år blev hofmedikus, 1768 etatsråd, 1774 kongelig livlæge og 1776 konferensråd; 1779 blev han medlem af Videnskabernes Akademi i Stockholm.
Han var en velbegavet, lærd og virksom mand, der ikke alene vandt megen yndest som læge, men også i forskellige henseender virkede til lægevidenskabens og lægekunstens heldige udvikling i Danmark og havde væsentlig del i oprettelsen af flere i så henseende vigtige institutioner, således den botaniske Have, Frederiks Hospital, Koppeindpodningsanstalten, det kirurgiske Akademi, ligesom også i udarbejdelsen af Pharmacopoeen af 1772.
I en nekrolog siger Johan Clemens Tode om ham, at "han virkede til Fædrelandets Gavn i en større Kreds end nogen Læge før ham". Hans helbred var bestandig noget svagelig, og i de sidste år led han af en besværlig øresygdom med svimmelhed og tiltagende døvhed. Ved at læse om en ny, af den preussiske kirurg Jasser foretagen operation, en trepanation af bendelen bag øret, hvorved indgribende øresygdomme var blevet helbredede, fik han lyst til selv at underkaste sig en sådan og overtalte sin kollega, hofkirurgen professor Kølpin til at udføre den.
Operationen medførte imidlertid en blodforgiftning med hjernebetændelse og død, der indtraf 16. marts 1791, og hvorved der fremkaldtes et forsvarsskrift af Kølpin og talrige indlæg fra andre angående operationens tilladelighed (til dels samlede og på dansk udgivne af Nicolai Bøtcher).
Han var gift med Sara Margarethe v. Ramdohr (død 1780).